# The Woodlands
The Woodlands é uma Região censo-designada localizada no estado norte-americano do Texas, no Condado de Montgomery.

Acolhe o Festival de Música Firefly, que atrai 90.000 pessoas a The Woodlands em Dover.

## Demografia
Segundo o censo norte-americano de 2000, a sua população era de 55.649 habitantes.

## Geografia
De acordo com o United States Census Bureau tem uma área de 61,8 km², dos quais 60,6 km² cobertos por terra e 1,2 km² cobertos por água.

## Localidades na vizinhança
O diagrama seguinte representa as localidades num raio de 16 km ao redor de The Woodlands.